# Staatspreis Architektur und Nachhaltigkeit
Der Staatspreis Architektur und Nachhaltigkeit zählt zu den Staatspreisen der Republik Österreich und wird seit 2006 im Rahmen der Klimaschutzinitiative klimaaktiv vergeben. Ausgezeichnet werden hervorragende Leistungen von Bauherren, Architektur- und Fachplanungsbüros für umfassend klimaverträgliche und zukunftsorientierte Baukultur, die Effizienz, Versorgung, Mobilität, Nachverdichtung und sparsamen Boden- und Ressourcenverbrauch verbindet. Aktuell wird der Preis vom Bundesministerium für Klimaschutz, Umwelt, Energie, Mobilität, Innovation und Technologie (BMK) ausgelobt.

## Bewertungsschwerpunkte
- Architektonische Qualität
- Standort, Verdichtung, Begrünung
- Städtebau, Infrastrukturanbindung, Mobilität
- Energieeffizienz, Versorgung
- Soziale Qualität
- Ökonomie
- Prozessqualität in Planung, Ausführung und Betrieb

Die Qualität im Sinne der Nachhaltigkeit wird anhand der Kriterien des klimaaktiv Gebäudestandards beurteilt. Dieser Standard hat sich als Bewertungsinstrument für nachhaltige Gebäude bestens bewährt. Kriterienkataloge stehen für Wohngebäude, Büro- und andere Dienstleistungsgebäude jeweils für Neubau und Sanierung (auch für denkmalgeschützte Gebäude) zur Verfügung. In der Kategorie Siedlung/Quartier, die seit 2019 vergeben wird, orientiert sich die Bewertung der Nachhaltigkeit am klimaaktiv Kriterienkatalog für Siedlungen und Quartiere.

## Jury
Die (zum Teil international besetzte) Staatspreisjury ist gleichermaßen mit Experten aus Architektur und Nachhaltigkeit besetzt, denen bei der Auswahl der Projekte jeweils ein Vetorecht zusteht.

## 2006
Die Preisträger beim 1. Wettbewerb waren in der Kategorie Neubau:
- Gemeindezentrum Ludesch in Vorarlberg
- Hauptschule Klaus-Weiler-Fraxern in Vorarlberg

in der Kategorie Sanierungen:
- Produktions- und Verwaltungshaus Drexel und Weiss in Wolfurt in Vorarlberg
- Wohnanlage Makartstraße in Linz in Oberösterreich

in der Kategorie Innovation:
- Büro- und Ausstellungsgebäude S-House in Böheimkirchen in Niederösterreich[4]

## 2010
Beim 2. Wettbewerb wurden von der Jury mit dem Vorsitzenden Roland Gnaiger zehn Projekte nominiert.
- Preisträger Gemeindezentrum St. Gerold, Vorarlberg – Cukrowicz Nachbaur Architekten[6]
- Preisträger Passivwohnanlage Samer Mösl, Salzburg
- Preisträger Volksschule Mauth in Wels, Oberösterreich
- Preisträger Elementfertigungshalle Obermayr Holzkonstruktionen in Schwanenstadt, Oberösterreich
- Allgemeine Sonderschule 6 in Linz in Oberösterreich
- ECO²BUILDING Demonstrationsgebäude EINE WELT HANDEL AG in Niklasdorf in der Steiermark
- Freihof Sulz in Sulz in Vorarlberg
- Gemeindehaus Raggal in Vorarlberg
- Röm. Kath. Pfarre Wels – St. Franziskus in Wels in Oberösterreich
- Wohnanlage Fussenau in Dornbirn in Vorarlberg

Den Sonderpreis in der Kategorie Export erhielt das Forschungs- und Dienstleistungsgebäude HIT ETH Zürich in der Schweiz.

## 2012
Im 3. Wettbewerb wurden 99 Gebäudeobjekte eingereicht. Die Jury mit dem Vorsitzenden Roland Gnaiger nominierte neun Projekte.
- Preisträger Agrarbildungszentrum Altmünster in Oberösterreich mit Fink Thurnher[9]
- Preisträger Sonderschule 4 in Linz in Oberösterreich
- Preisträger Wohnanlage Messequartier in Graz in der Steiermark
- Preisträger Niederösterreich-Haus in Krems an der Donau
- Preisträger Wohngebäude U 31 in Wien mit Querkraft Architekten
- ÖAD-Gästehaus in Wien
- Volksschule Mäder in Vorarlberg
- Einfamilienhaus in Hard in Vorarlberg
- Wohnanlage am Mühlgrund in Wien[10]

## 2014
Im 4. Wettbewerb wurden 74 Gebäudeobjekte eingereicht. Die fünf Preisträger waren:
- Kindergarten Muntlix in Zwischenwasser (Vorarlberg), Hein Architekten
- Betriebsgebäude Schachinger Logistik in Hörsching (Oberösterreich), Poppe Prehal Architekten[11]
- Justizzentrum Korneuburg (Niederösterreich), ARGE Dieter Mathoi Architekten & DIN A4 Architektur ZT GmbH
- Wohnhaus Sanierung in Wien-Währing, bogenfeld architektur
- Wohnhaus „Wohnprojekt Wien“ in Wien-Leopoldstadt, einszueins architektur

## Nominierte und Preisträger 2017
Im 5. Wettbewerb wurden 76 Objekte eingereicht. Die Jury mit dem Vorsitzenden Roland Gnaiger nominierte 11 Projekte. Fünf davon wurden mit dem Staatspreis Architektur und Nachhaltigkeit ausgezeichnet.
- Preisträger: Plusenergie-Bürogebäude und Kulturkraftwerk oh456, Thalgau, Salzburg
- Preisträger: Volksschule Edlach in Dornbirn, Vorarlberg
- Preisträger: Montforthaus in Feldkirch, Vorarlberg
- Preisträger: neunerhaus Hagenmüllergasse, Wien-Landstraße
- Preisträger: Sanierung Gemeindeamt Zwischenwasser, Vorarlberg
- Sanierung Fakultät für technische Wissenschaften der Universität Innsbruck, Tirol
- SMART Wohnen – Sonnwendviertel II, Wien-Favoriten
- Erweiterung der Volksschule in Absam-Dorf, Tirol
- Holzwohnbau Seestadt Aspern, Wien-Donaustadt
- Volksschule und Kindergarten in Brand, Vorarlberg
- Wohnanlage St. Gallenkirch, Vorarlberg

## Nominierte und Preisträger 2019
Im 6. Wettbewerb wurden 73 Objekte eingereicht. Die Jury mit dem Vorsitzenden Roland Gnaiger nominierte 17 Projekte. Acht Projekte wurden mit dem Staatspreis Architektur und Nachhaltigkeit ausgezeichnet.
- Preisträger: Wohnhaussanierung und Dachgeschoß-Ausbau, Mariahilfer Straße 182, Wien
- Preisträger: Sanierung Bürogebäude Schanzstraße, Wien
- Preisträger: Sanierung und Erweiterung Justizgebäude Salzburg
- Preisträger: Neubau und Adaptierung Volksschule Dorf, Lauterach
- Preisträger: Neubau Volksschule Hallwang
- Preisträger: Neubau Bundesschule Aspern, Wien mit Fasch & Fuchs Architekten
- Preisträger: Neubau Universitätsgebäude TÜWI, Wien
- Preisträger: Ensemble am Hannah-Arendt-Park, Wien
- Neubau Schule am See, Hard
- Neubau Feuerwehr Lustenau
- Ensemble Gemeindebauten Mellau
- Sanierung und Aufstockung Wohnanlage Saggen, Innsbruck
- Ensemble St. Paulus, Innsbruck
- Neubau Sammlungs- und Forschungszentrum der Tiroler Landesmuseen, Hall
- Neubau BORG Oberndorf, Oberndorf
- Neubau Wohnanlage „Das Haus am Park“, Wien
- Neubau Hörbiger-Areal Bauteil Süd, Wien

## Nominierte und Preisträger 2021
Im 7. Wettbewerb wurden 72 Objekte eingereicht. Die Jury mit der Vorsitzenden Katharina Bayer nominierte 10 Projekte.
- Atelierhaus (Neubau), Wien
- Preisträger: Betriebsgebäude Denkwerkstätte (Umbau), Hittisau, Georg Bechter Architektur und Design
- Preisträger: Bildungszentrum Frastanz Hofen (Sanierung und Zubau), Vorarlberg, Pedevilla Architects
- Bürogebäude Kundmanngasse (Sanierung), Wien
- Geschäftshaus Mariahilferstraße (Neubau), Wien
- Preisträger: Paracelsus Bad und Kurhaus (Neubau), Salzburg, Berger+Parkkinen Architekten ZT GmbH
- Stadthaus Lederergasse (Sanierung), Linz
- Volksschule Leopoldinum (Neubau), SmartCity Graz
- Preisträger: Wohngebäude Geblergasse (Sanierung), Wien, Zeininger Architekten
- Siedlungs- und Quartiersentwicklung Ortszentrum Stanz, Steiermark

## Nominierte und Preisträger 2024
Im 8. Wettbewerb wurden 83 Projekte eingereicht. Die Jury mit dem Vorsitzenden Matthias Hein nominierte 10 Projekte.
- Preisträger: Sanierung und Erweiterung Wien Museum, Wien-Wieden, Bauherrschaft: Museen der Stadt Wien, Architektur: Čertov, WinklerRuck Architekten
- Preisträger: Sanierung und Aufstockung Wohnhausanlage Wir InHAUSer, Salzburg, Bauherrschaft: Heimat Österreich gemeinnützige Wohnungs- und Siedlungsgesellschaft m.b.H., Architektur: cs-architektur mit Arch. Stijn Nagels
- Preisträger: Revitalisierung Altstadt Hohenems, Bauherrschaft: Schadenbauer Projekt- und Quartierentwicklungs GmbH (Gebäude), Stadt Hohenems (Begegnungszone), Freiraumplanung: lohrer.hochrein landschaftsarchitekten und stadtplaner gmbh (Begegnungszone)
- Gemeindebau Neu, Wien-Seestadt Aspern
- Sanierung Rundturnhalle Steinergasse, Wien-Atzgersdorf
- Wohnhausanlage Wientalterrassen, Wien-Penzing
- Bezirkshauptmannschaft Salzburg-Umgebung, Seekirchen am Wallersee
- Volksschule Siezenheim
- Aufstockung HTL Bau Informatik Design Innsbruck
- Neubau und Sanierung Schulkomplex Hittisau